# Општина Дамук (Њамц)
Дамук (рум. Dămuc) општина је у Румунији у округу Њамц.
Oпштина се налази на надморској висини од 840 m.